# Диоенергизам
Диоенергизам (од гр. δυο (dyo), што значи "два" и ενέργεια (energeia), што значи "енергија" или "дејство") је православно христолошко учење према којем у Христу, који има две природе, божанску и човечанску, постоје и две енергије, божанска и човечанска, тако да свака од Христових природа има и сопствену енергију, односно дејство, као своје природно својство. Диоенергизму је супротан моноенергизам, који је осуђен на Шестом васељенском сабору у Цариграду, одржаном 680-681. године за време владавине византијског цара Константина IV (668-685).
Ради сузбијања моноенергизма, Православна црква је на овом сабору прецизно формулисала правоверно диоенергетско учење о две Христове енергије или дејства, као и учење о две Христове воље или хтења (диотелитизам): „И две природне воље или хтења у Њему и два природна дејства нераздељиво, неизменљиво, неодвојиво, несливено исто тако исповедамо према учењу Светих Отаца ... Такође славимо два природна дејства недељиво, неизменљиво, неразлучно у истом Господу нашем Исусу Христу, истинитом нашем Богу, то јест Божанско дејство и човечанско дејство ...".
Поред појма диоенергизам употребљава се и облик диоенергетство.